# Giovanni da Asola

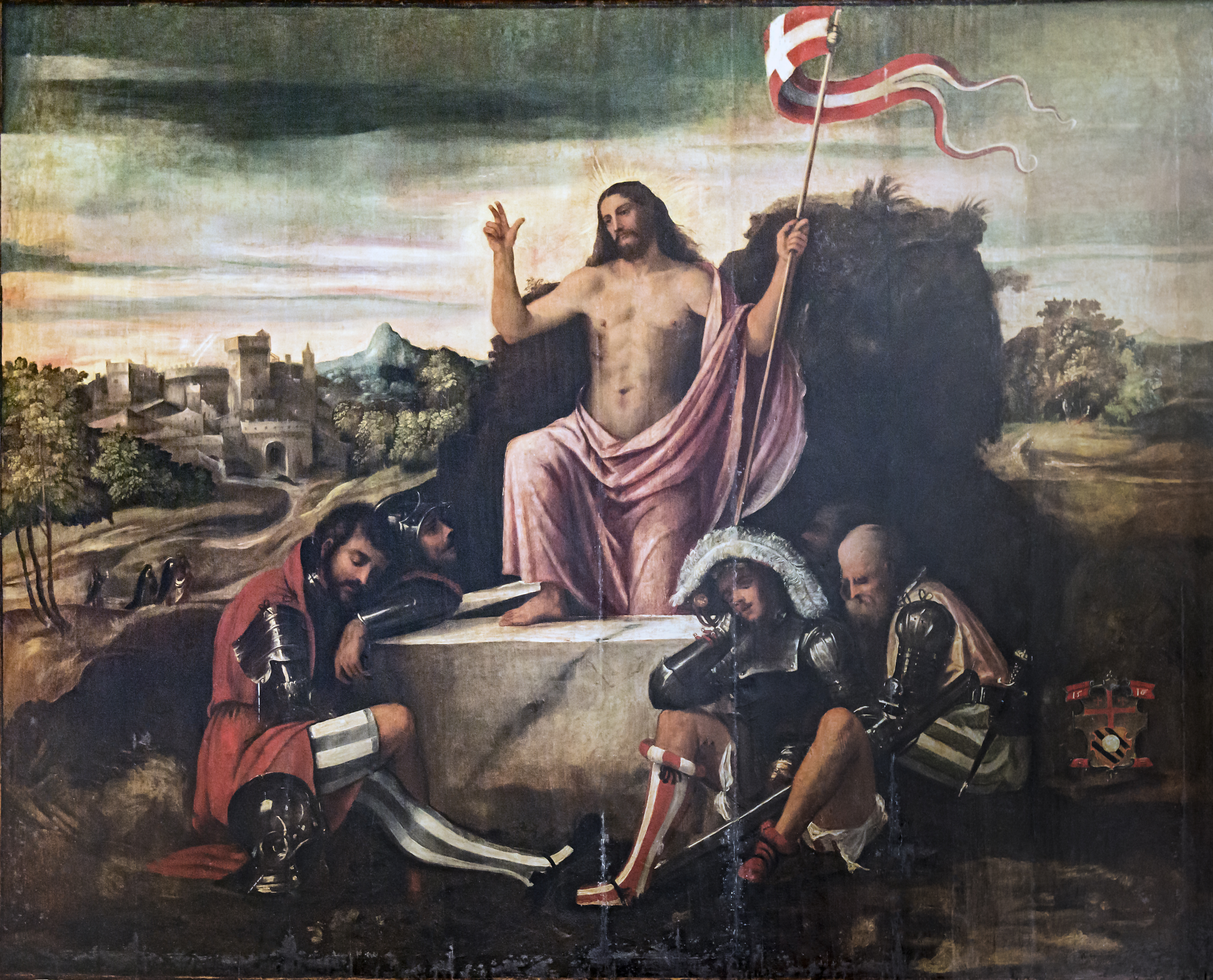
Resurrezione di Cristo, Chiesa di San Francesco della Vigna

Giovanni da Asola (o de Bressa), noto anche come Giovanni d'Ambrogio da Asola (Brescia, 1480 circa – Venezia, 1531) è stato un pittore italiano.

## Biografia
Figlio di Ambrogio, Giovanni d'Ambrogio da Asola, attivo tra il 1512 e il 1530, è stato un pittore italiano del Rinascimento; insieme a suo figlio Bernardino da Asola furono artisti di primo piano nella Venezia dei primi anni del XVI secolo. 
Nato a Brescia, Giovanni giunse a Venezia nel 1512, probabilmente contemporaneo di Girolamo Romanino. Dipinse l'Adorazione dei Magi per la chiesa di Sant'Andrea di Asola nel 1516-1518. Nel 1526 lui e suo figlio dipinsero una serie di ante d'organo di San Michele a Murano, ora nel Museo Correr. 
Dipinse un'Adorazione dei pastori nel 1526, ora ai Musei civici di Padova. 
Il suo linguaggio deve molto all'influenza giorgionesca, con un'accentuazione per i contorni e del cromatismo. Anche per questo motivo viene accostato al Savoldo.